# Campionat Sud-americà de futbol de 1959 (Argentina)
El Campionat sud-americà de futbol de 1959 es disputà a l'Argentina, i fou guanyat per l'Argentina amb el Brasil segon.
Colòmbia, i Equador abandonaren la competició.
Pelé del Brasil fou nomenat millor jugador i fou el màxim golejador amb 8 gols.

## Estadis
| Buenos Aires       |
| ------------------ |
| Estadio Monumental |
| Capacitat: 67.664  |
|                    |

## Ronda final
| Equip     | PJ | PG | PE | PP | GF | GC | DG  | Pts |
| --------- | -- | -- | -- | -- | -- | -- | --- | --- |
| Argentina | 6  | 5  | 1  | 0  | 19 | 5  | +14 | 11  |
| Brasil    | 6  | 4  | 2  | 0  | 17 | 7  | +10 | 10  |
| Paraguai  | 6  | 3  | 0  | 3  | 12 | 12 | 0   | 6   |
| Perú      | 6  | 1  | 3  | 2  | 10 | 11 | −1  | 5   |
| Xile      | 6  | 2  | 1  | 3  | 9  | 14 | −5  | 5   |
| Uruguai   | 6  | 2  | 0  | 4  | 15 | 14 | +1  | 4   |
| Bolívia   | 6  | 0  | 1  | 5  | 4  | 23 | −19 | 1   |

| Argentina                                                                               | 6–1 | Xile             |
| --------------------------------------------------------------------------------------- | --- | ---------------- |
| Pedro Manfredini 5', 50' · Pedro Callá 7' · Juan José Pizzuti 17', 39' · Raúl Belén 75' |     | Luis Álvarez 25' |

| Uruguai | 7–0 | Bolívia |
| --- | --- | ------- |
| José Sasía 5' · Guillermo Escalada 12' · Víctor Guaglianone 17' · Carlos Borges 60', 65' · Vladas Douksas 69' · Domingo Pérez 89' |     |         |

| Brasil              | 2–2 | Perú                    |
| ------------------- | --- | ----------------------- |
| Didi 24' · Pelé 48' |     | Juan Seminario 59', 77' |

| Paraguai            | 2–1 | Xile                      |
| ------------------- | --- | ------------------------- |
| José Aveiro 8', 14' |     | Leonel Sánchez 34' (pen.) |

| Argentina                          | 2–0 | Bolívia |
| ---------------------------------- | --- | ------- |
| Omar Corbatta 2' · Pedro Callá 79' |     |         |

| Perú                                                  | 5–3 | Uruguai                                                 |
| ----------------------------------------------------- | --- | ------------------------------------------------------- |
| Miguel Ángel Loayza 4', 27', 42' · Juan Joya 29', 79' |     | Héctor Demarco 2' · Vladas Douksas 31' · José Sasía 81' |

| Paraguai                                                            | 5–0 | Bolívia |
| ------------------------------------------------------------------- | --- | ------- |
| Cayetano Ré 1', 21', 50' · Ildefonso Sanabria 11' · José Aveiro 51' |     |         |

| Brasil                   | 3–0 | Xile |
| ------------------------ | --- | ---- |
| Pelé 43', 45' · Didi 89' |     |      |

| Uruguai                                                 | 3–1 | Paraguai        |
| ------------------------------------------------------- | --- | --------------- |
| Héctor Demarco 2' · Vladas Douksas 37' · José Sasía 85' |     | José Aveiro 77' |

| Argentina                                                             | 3–1 | Perú                    |
| --------------------------------------------------------------------- | --- | ----------------------- |
| Omar Corbatta 18' (pen.) · Rubén Sosa 42' · Víctor Benítez 78' (p.p.) |     | Miguel Ángel Loayza 51' |

| Brasil                                        | 4–2 | Bolívia                                 |
| --------------------------------------------- | --- | --------------------------------------- |
| Pelé 16' · Paulo Valentim 18', 26' · Didi 89' |     | Ricardo Alcón 12' · Ausberto García 22' |

| Xile              | 1–1 | Perú                    |
| ----------------- | --- | ----------------------- |
| Armando Tobar 77' |     | Miguel Ángel Loayza 12' |

| Argentina                                              | 3–1 | Paraguai        |
| ------------------------------------------------------ | --- | --------------- |
| Omar Corbatta 15' · Rubén Sosa 63' · Vladislao Cap 69' |     | José Parodi 36' |

| Xile                                                              | 5–2 | Bolívia                 |
| ----------------------------------------------------------------- | --- | ----------------------- |
| Mario Soto 7', 42' · Juan Soto Mura 17', 51' · Leonel Sánchez 89' |     | Máximo Alcócer 25', 76' |

| Brasil                       | 3–1 | Uruguai                |
| ---------------------------- | --- | ---------------------- |
| Paulo Valentim 62', 80', 89' |     | Guillermo Escalada 36' |

| Perú | 0–0 | Bolívia |
| ---- | --- | ------- |
|      |     |         |

| Brasil                              | 4–1 | Paraguai       |
| ----------------------------------- | --- | -------------- |
| Pelé 25', 31', 63' · Chinesinho 35' |     | José Parodi 4' |

| Argentina                                 | 4–1 | Uruguai            |
| ----------------------------------------- | --- | ------------------ |
| Raúl Belén 15', 60' · Rubén Sosa 55', 80' |     | Héctor Demarco 85' |

| Paraguai             | 2–1 | Perú              |
| -------------------- | --- | ----------------- |
| José Aveiro 32', 68' |     | Gómez Sánchez 51' |

| Xile             | 1–0 | Uruguai |
| ---------------- | --- | ------- |
| Mario Moreno 88' |     |         |

| Argentina             | 1–1 | Brasil   |
| --------------------- | --- | -------- |
| Juan José Pizzuti 40' |     | Pelé 58' |

## Resultat
| Campionat Sud-americà 1959 |
| -------------------------- |
|                            |
| Argentina Dotzè títol      |

## Golejadors
8 gols
- Pelé

6 gols
- José Aveiro

5 gols
- Paulo Valentim
- Miguel Ángel Loayza

4 gols
- Rubén Héctor Sosa

3 gols
- Juan José Pizzuti
- Omar Oreste Corbatta
- Raúl Belén
- Didi
- Cayetano Ré
- Héctor Demarco
- José Sasía
- Vladas Douksas

2 gols
- Pedro Eugenio Callá
- Pedro Waldemar Manfredini
- Máximo Alcócer
- Juan Soto Mura
- Leonel Sánchez
- Mario Soto
- José Parodi
- Juan Joya
- Juan Seminario
- Carlos Borges
- Guillermo Escalada

1 gol
- Vladislao Cap
- Ausberto García
- Ricardo Alcón
- Chinesinho
- Luis Hernán Álvarez
- Mario Moreno
- Armando Tobar
- Ildefonso Sanabria
- Óscar Gómez Sánchez
- Domingo Pérez
- Víctor Guaglianone

Pròpia porta
- Víctor Benítez (per Argentina)